# Marcador seleccionável
Um marcador seleccionável (em inglês, selectable marker) é um gene introduzido numa célula, especialmente uma bactéria, ou em células em cultura, de maneira a conferir uma característica adequada a selecção artificial. São um tipo de gene reporter ("indicador") usado em microbiologia laboratorial, biologia molecular, e engenharia genética para indicar o sucesso de uma transfecção ou outro procedimento destinado a introduzir DNA numa célula. Marcadores seleccionáveis são muitas vezes genes de resistência a antibióticos; bactérias que foram sujeitadas a um tratamento para introduzir DNA estranho são cultivadas num meio contendo um antibiótico, e as colónias bacterianas que conseguirem crescer incorporaram e exprimiram o material genético introduzido.